# Homo antecessor
Als  Homo antecessor  werden Fossilien der Gattung Homo bezeichnet, die im nördlichen Spanien in der Fundstätte Gran Dolina in bis zu 900.000 Jahre alten Fundschichten aus dem Pleistozän entdeckt wurden. Ihren Entdeckern zufolge weisen die Gesichtsknochen der Funde relativ „moderne“ Merkmale auf, während die Zahnkronen und Zahnwurzeln noch „primitive“ Merkmale aufweisen, was in dieser Kombination beim annähernd gleich alten Homo heidelbergensis nicht beobachtet worden sei.
Die Einstufung von Homo antecessor als eigenständige Art sowie die Verwandtschaft mit anderen Arten der Gattung Homo ist umstritten.

## Namensgebung
Die Bezeichnung der Gattung Homo ist abgeleitet von lateinisch hŏmō [ˈhɔmoː] „Mensch“. Das Epitheton antecessor kommt gleichfalls aus dem Lateinischen und bedeutet ungefähr Vorläufer, Entdecker, Pionier, früher Siedler. Homo antecessor bedeutet somit so viel wie „Vorläufer des anatomisch modernen Menschen“.

## Erstbeschreibung
Als Holotypus wurden in der Erstbeschreibung 1997 das Fragment von einem rechten Unterkiefer mit den Molaren M1, M2 und M3 (Sammlungsnummer ATD6-5), das Oberkieferfragment ATD6-13 sowie zwölf weitere, dem gleichen Individuum zugeschriebene Zähne definiert. Aufgrund bestimmter Merkmale der Zähne (u. a. Prämolare mit mehreren Wurzeln) und der gefundenen Fragmente von mehreren Gesichtsschädeln (modern wirkendes Gesicht, aber „primitive“ Kiefer und Überaugenwülste) wurde als Vorfahre der Homo ergaster in Erwägung gezogen.
Die spanischen Forscher entschlossen sich zugleich zu einer – in der Fachwelt umstrittenen – Deutung ihrer Funde als neue Chronospezies: Aus dem afrikanischen Homo ergaster habe sich in Spanien der europäische Homo antecessor entwickelt und aus diesem Homo heidelbergensis. Zahlreiche andere Paläoanthropologen ordnen hingegen die asiatischen homininen Fossilien des Altpleistozäns (rund 1,8 bis 0,8 Millionen Jahre vor heute) mit den ähnlich alten Funden aus Afrika und Europa dem Homo erectus zu, so dass – dieser Lesart zufolge – sich Homo erectus aus Afrika kommend auch in Europa ausbreitete und sich hier zu Homo heidelbergensis entwickelte; die spanischen Fossilien gehören aus dieser Sicht daher zu einer lokalen Gruppe des Homo erectus.

## Fundort und erste Funde
Die Sierra de Atapuerca, 14 km östlich von Burgos gelegen, ist eine Karstlandschaft, in deren kreidezeitlichem Dolomit sich zahlreiche Höhlen bildeten. Diese Höhlen wurden später allmählich mit pleistozänen Ablagerungen verfüllt und waren seit langem dafür bekannt, dass man in ihnen versteinerte Knochen finden konnte. 1976 entdeckte dort der spanische Paläontologe Trinidad Torres auf der Suche nach fossilen Bären-Knochen das erste Fossil eines Angehörigen der Gattung Homo. Die Karsthügel von Atapuerca entpuppten sich rasch als die weltweit bedeutendste Lagerstätte für Fossilien aus dem Mittelpleistozän und wurden zunächst in die Zeit zwischen 780.000 und 125.000 Jahren vor heute datiert. Allein aus einer dieser Höhlen, der Sima de los Huesos („Knochengrube“), waren bis 1993 mehr als 1300 Fossilien geborgen worden, die der Gattung Homo zugeordnet werden konnten.
In der Nähe der Sima de los Huesos wurden um 1900 beim Bau einer inzwischen stillgelegten Bergwerks-Eisenbahnstrecke mehrere Höhlen angeschnitten, in denen seit 1978 ebenfalls gegraben wurde. Dabei wurden 1990 in einer dieser Höhlen – irrtümlich benannt Gran Dolina („Große Doline“) – von Juan Luis Arsuaga Steinwerkzeuge entdeckt, und zwar in Schichten, deren Alter auf nahezu eine Million Jahre datiert wurde. Dies widersprach der bis dahin gültigen Annahme, dass Europa erst vor 500.000 Jahren von Homo besiedelt wurde.
1993 wurde unter Leitung von Eudald Carbonell in der Gran Dolina-Höhle begonnen, eine sechs Quadratmeter messende, 18 Meter dicke Ablagerung systematisch abzutragen. Im Juli 1994 kamen in der als TD6–T36–43 bezeichneten Schicht der Gattung Homo zuschreibbare Knochenfragmente und Zähne sowie rund 100 Steinwerkzeuge zutage. Anhand der Begleitfunde (u. a. diverse Nagetier-Arten), der Form der Steinwerkzeuge sowie paläomagnetischer Messungen wurden die Fossilien der TD6-Schicht zunächst auf ein Alter von mindestens 780.000 Jahren geschätzt, da diese Schicht unter der auf dieses Alter datierbaren Matuyama-Brunhes-Grenze (auch: Brunhes-Matuyama-Magnetumkehr) liegt. Zugleich wiesen die Entdecker darauf hin, dass sie die Funde keiner der etablierten Arten der Gattung Homo zugeordnet hatten. Sie erläuterten, man könne die Fossilien für „eine primitive Form des Homo heidelbergensis“ halten, möglicherweise werde man aber auch eine neue Art benennen, wenn weitere Funde dies angemessen erscheinen ließen.

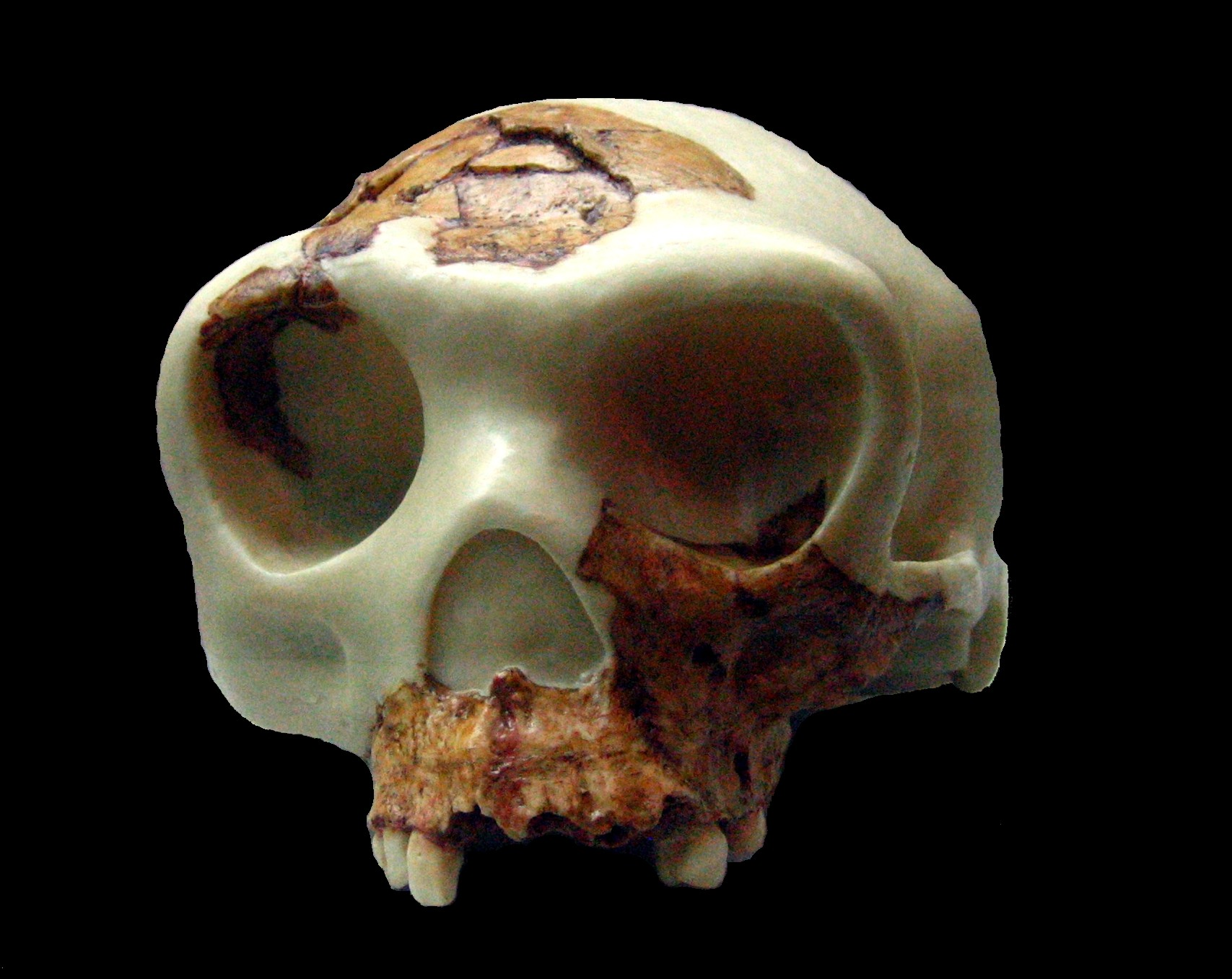
Rekonstruktion eines Homo antecessor-Schädels aus Knochenfragmenten im Museu d'Arqueologia de Catalunya in Barcelona

Tatsächlich wurde im Mai 1997 in der Fachzeitschrift Science die Erstbeschreibung einer neuen Art, von Homo antecessor, veröffentlicht. Darin wurden die mittlerweile fast 80 – meist allerdings recht kleinen – Fundstücke von mindestens sechs Individuen als Überreste des „möglicherweise letzten gemeinsamen Vorfahren von Neandertalern und modernen Menschen“ bezeichnet und nun – deutlich abweichend von der ursprünglichen Datierung – auf ein Alter von „ungefähr 650.000 Jahren“ geschätzt.
Die Fundstücke werden im Museo Nacional de Ciencias Naturales in Madrid und in einer archäologischen Sammlung in Burgos aufbewahrt.

## Weitere Funde
Im März 2008 wurde in Nature ein Unterkiefer vorgestellt (Sammlungsnummer ATE9-1), der im Juni 2007 aus der Sima del Elefante geborgen worden war und ebenfalls – allerdings ausdrücklich „vorläufig“ – Homo antecessor zugeschrieben wurde. Dieser Fund wurde auf ein Alter von 1,2 bis 1,1 Mio. Jahre datiert und galt, sollte die Datierung korrekt sein, zeitweise als der älteste Fund von Individuen der Hominini in Europa. 2011 wurde die Zuordnung zu Homo antecessor widerrufen und das Fossil zurückhaltender als Homo spec. ausdrücklich keiner bestimmten Art zugeordnet; das Alter wurde nunmehr mit 1,3 Millionen Jahren angegeben. Im Juni 2022 wurde in einer etwas tieferen Schicht ein auf 1,4 bis 1,1 Millionen Jahre geschätzter Gesichtsschädel gefunden und drei Jahre später veröffentlicht. Als älteste hominine Funde in Europa gelten die Steinwerkzeuge aus der Fundstätte Korolevo (Ukraine, 1,42 Millionen Jahre).
Möglicherweise können Homo antecessor auch Fossilienfunde aus einem Steinbruch bei Ternifine (Tighenif) in der Nähe von Muaskar, Algerien zugeordnet werden: drei Unterkiefer von Ternifine, ein Schädelfragment und einige Zähne, die dort 1954 vom französischen Paläontologen Camille Arambourg gefunden worden waren. In der Erstpublikation wurden die Funde als Atlanthropus mauritanicus benannt, während sie heute meist als Homo erectus mauritanicus bezeichnet werden.
Ähnlich alt wie die als Homo antecessor bezeichneten Funde ist ein als Homo cepranensis bezeichnetes Schädeldach-Fragment, das im März 1994 in Italien geborgen wurde und Homo antecessor „möglicherweise“ nahesteht.

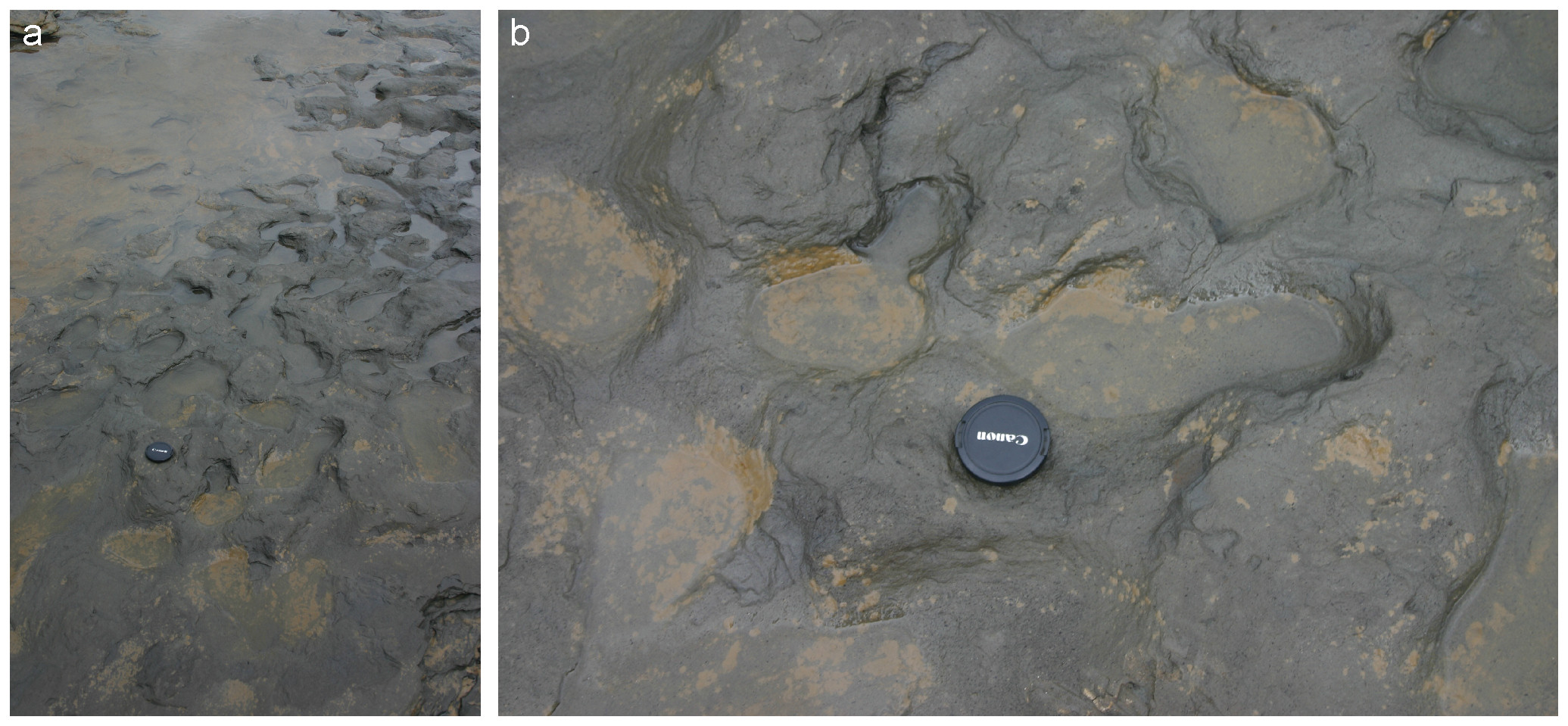
Nahaufnahme der Fußspuren
(mit Objektiv-Deckel einer Kamera als Größenvergleich)

Forscher um Chris Stringer legten im Mai 2013 bei Happisburgh im Osten von England fossile Fußabdrücke frei, die sie auf ein Alter von 800.000 Jahre datierten und aufgrund dieses Alters Homo antecessor zuordneten, da diese Art die einzige bislang in jener Epoche in Europa beschriebene sei.

## Datierung
Die Datierung der Funde erwies sich als schwierig, weil uneinheitlich. So war das Mindestalter zunächst mit 780.000 Jahren ausgewiesen worden, in der Erstbeschreibung von 1997 war hingegen von „ungefähr 650.000 Jahren“ die Rede, und 1999 wurde wieder auf die ursprüngliche Altersangabe von „mindestens 780.000 Jahren“ zurückgegriffen. 2008 datierte ein Review-Artikel die Fossilien in die Zeit vor 780.000 bis 500.000 Jahren vor heute. Eine neuerliche Datierung im Jahr 2013 ergab ein Alter von rund 900.000 Jahren. 2018 wurde für die Fossilien schließlich ein Alter von mindestens 772.000 Jahren (weil unterhalb der Matuyama-Brunhes-Grenze liegend) ausgewiesen und zugleich – per Elektronenspinresonanz – ein Alter zwischen 624.000 und 949.000 Jahren, was zusammengefasst eine Datierung in die Zeit zwischen mindestens 772.000 und maximal 949.000 Jahre vor heute ergab.

## Hinweise auf Kannibalismus
Bereits 1996 vermuteten erste Studien, unter den Frühmenschen in Atapuerca habe es Kannibalismus gegeben. Die fossilen Knochen aus der Höhle Gran Dolina sind zumeist schwer beschädigt und zerbrochen, zudem wurden die homininen Knochen offenbar nicht geordnet abgelegt, denn sie wurden vermischt mit den Knochen diverser Tierarten und mit Steinwerkzeugen aufgefunden. Zahlreiche Knochen – hominine und nicht-hominine – weisen jedoch identische Schnittspuren durch hacken, schneiden und kratzen mit Steingerät auf. Daraus wird abgeleitet, dass die so behandelten Knochen und das ihnen ansitzende Fleisch „demselben Zweck dienten, und zwar dem Verzehr. Es gibt zweifellos keine Anzeichen für irgendeine spezielle oder rituelle Behandlung der menschlichen sterblichen Überreste. Das heißt, es gibt solide Argumente dafür, dass Hominiden andere Hominiden vor 790.000 Jahren in Gran Doline verzehrt haben.“ Aufgrund der anhaltenden Funde von Knochen mit markanten Schnitten gilt heute als gesichert, dass Homo antecessor nicht nur ausnahmsweise, sondern regelmäßig Artgenossen schlachtete.
2025 berichteten spanische Forscher den Fund eines Halswirbels von einem zwei- bis vierjährigen Kind, das vor rund 850.000 Jahre zu Tode kam. Der Wirbel enthalte deutliche Schnittmarken, die als Anzeichen für eine absichtliche Enthauptung interpretiert wurden. An bestimmten anatomischen Stellen angebrachte Einschnitte seien zum Abtrennen des Kopfes erforderlich, was ein eindeutiger Beleg dafür sei, dass das Kind auf ähnliche Weise wie andere Beutetiere verarbeitet wurde. Der Wirbel ist einer von zehn menschlichen Knochen, die im Juli 2025 auf Ebene TD6 von Gran Dolina entdeckt und Homo antecessor zugeordnet wurden. Mehrere dieser Knochen weisen absichtliche Bruchstellen und Spuren von Entfleischung auf, beides Merkmale, die für eine systematische Fleischverarbeitung charakteristisch sind.

## Einordnung
Die Einordnung von Homo antecessor als eigene Art, die vor allem von spanischen Paläoanthropologen vertreten wird, war von Beginn an – zwischen sogenannten Lumpern und Splittern – umstritten. Bereits 1997 kritisierte der französische Paläoanthropologe Jean-Jacques Hublin vom Centre national de la recherche scientifique in Science, dass die neue Art vor allem anhand von Gesichtsknochen eines Jugendlichen definiert wurde; auch das Unterkieferfragment ATD6-96 stamme vermutlich von einer jungen Frau. Aus der Zeit zwischen 1,8 Millionen und 500.000 Jahren vor heute kenne man so wenige Homo-Fossilfunde aus Europa, wandten andere Forscher – beispielsweise Philip Rightmire von der Binghamton University – ein, dass eine weitere Abstufung von Arten allein schon deshalb nicht zweckmäßig sei; zudem kenne man kaum jugendliche Gesichtsschädel von anderen Fundstätten, so dass Vergleiche mit dem Fossil ATD6-5 kaum möglich seien.
Vielfach werden die Homo antecessor zugeschriebenen Fossilien daher Homo erectus zugeordnet oder als früher Homo heidelbergensis interpretiert. Selbst Eudald Carbonell, der langjährige Grabungsleiter in Atapuerca, räumte 2008 beispielsweise ein, dass der Unterkiefer aus der Sima del Elefante sowohl dem jüngeren Homo heidelbergensis ähnele als auch den Dmanisi-Fossilien. Seiner Hypothese zufolge stammen die Fossilien aus Atapuerca von den Dmanisi-Menschen ab, die sich bis nach Spanien ausgebreitet haben sollen; eine gegenteilige Spekulation besagt, dass die als Homo antecessor beschriebene Population als Kandidat für den letzten gemeinsamen Vorfahren der Dmanisi-Menschen und des Homo heidelbergensis infrage kommen könnte.
In einer Übersichtsarbeit zur Herkunft des Homo sapiens bezweifelten Jeffrey H. Schwartz und Ian Tattersall 2010 die These, dass Homo antecessor der letzte gemeinsame Vorfahre von Neandertaler und Mensch gewesen sei mit dem Hinweis, dass die beiden jüngeren Arten zu wenige anatomische Merkmale mit der angeblichen Vorläuferart teilten, als dass diese Hypothese hinreichend plausibel sei. Zugleich verwiesen sie darauf, dass die Bezahnung der Unterkieferfunde aus Spanien und aus Algerien einen sehr ähnlichen Bau („detailed similarities“) aufweise. Sollten beide zur gleichen Art gehören, hätte die ältere Bezeichnung Atlanthropus mauritanicus den Vorrang; statt Homo antecessor müsste dann – den heutigen Konventionen zufolge – der Artname Homo mauritanicus oder Homo erectus mauritanicus verwendet werden. 2019 gelang es, erhalten gebliebene Proteine aus einem in der TD6-Schicht geborgenen Zahn zu extrahieren und daraus Rückschlüsse auf die Position von Homo antecessor im Stammbaum der Homo-Arten zu schließen; diesen Analysen zufolge gehören die Fossilien von Homo antecessor zu einer eng verwandten Schwesterart des letzten gemeinsamen Vorfahren von Homo sapiens, Neandertaler und Denisova-Mensch.
Möglicherweise sind die als Homo antecessor bezeichneten Fossilien der Beleg für eine frühe Besiedelung der Region von Atapuerca durch eine Population, die später wieder ausgestorben ist.

## Belege
1. 1 2  José María Bermúdez de Castro, Juan Luis Arsuaga, Eudald Carbonell, Antonio Rosas, Iglesias Martínez und Marina Mosquera: A Hominid from the Lower Pleistocene of Atapuerca, Spain: Possible Ancestor to Neandertals and Modern Humans. In: Science. Band 276, Nr. 5317, 1997, S. 1392–1395, doi:10.1126/science.276.5317.1392.
2. ↑  Ann Gibbons: A New Face for Human Ancestors. In: Science. Band 276, 1997, S. 1331–1333, doi:10.1126/science.276.5317.1331.
3. ↑  Ann Gibbons: Into the Pit of Human History. In: Science. Band 276, 1997, S. 1332, doi:10.1126/science.276.5317.1332.
4. ↑  Juan Luis Arsuaga et al.: Three new human skulls from the Sima de los Huesos Middle Pleistocene site in Sierra de Atapuerca, Spain. In: Nature. Band 362, 1993, S. 534–537, doi:10.1038/362534a0.
5. ↑  Michael Balter: In Search of the First Europeans. In: Science. Band 291, Nr. 5509, 2001, S. 1722–1725, doi:10.1126/science.291.5509.1722.
6. ↑  Eudald Carbonell et al.: Lower Pleistocene Hominids and Artifacts from Atapuerca-TD6 (Spain). In: Science. Band 269, 1995, S. 826–830, doi:10.1126/science.7638598.
7. ↑  J. M. Pares, A. Perez-Gonzalez: Paleomagnetic age for hominid fossils at Atapuerca archaeological site, Spain. In: Science. Band 269, 1995, S. 830–832, doi:10.1126/science.7638599.
8. ↑  Eudald Carbonell et al.: The first hominin of Europe. In: Nature. Band 452, 2008, S. 465–469, doi:10.1038/nature06815.
9. ↑  J. M. Bermúdez de Castro et al.: Early Pleistocene human mandible from Sima del Elefante (TE) cave site in Sierra de Atapuerca (Spain): a comparative morphological study. In: Journal of Human Evolution. Band 61, Nr. 1, 2011, S. 12–25, doi:10.1016/j.jhevol.2011.03.005.
10. ↑  Rosa Huguet, Xosé Pedro Rodríguez-Álvarez, María Martinón-Torres, Josep Vallverdú, Juan Manuel López-García, Marina Lozano, Marcos Terradillos-Bernal, Isabel Expósito, Andreu Ollé, Elena Santos4, Palmira Saladié, Arturo de Lombera-Hermida, Elena Moreno-Ribas, Laura Martín-Francés, Ethel Allué, Carmen Núñez-Lahuerta, Jan van der Made, Julia Galán, Hugues-Alexandre Blain, Isabel Cáceres, Antonio Rodríguez-Hidalgo, Amèlia Bargalló, Marina Mosquera, Josep Maria Parés, Juan Marín, Antonio Pineda, David Lordkipanidze, Ann Margveslashvili, Juan Luis Arsuaga, Eudald Carbonell und José María Bermúdez de Castro: The earliest human face of Western Europe. In: Nature. 2025, doi:10.1038/s41586-025-08681-0.
11. ↑  Roman Garba et al.: East-to-west human dispersal into Europe 1.4 million years ago. In: Nature. Online-Vorabveröffentlichung vom 6. März 2024, doi:10.1038/s41586-024-07151-3. 
 Ältestes Zeugnis von Frühmenschen in Europa. Auf: scinexx.de vom 7. März 2024.
12. ↑  Camille Arambourg: Récentes découvertes de paléontologie humaine réalisées en Afrique du Nord française (L'Atlanthropus de Ternifine – L'Hominien de Casablanca). In: Third Panafrican Congress on Prehistory. Livingstone 1955, Clark, J.D. et Cole, S., Eds., London, Chatto & Windus, 1957, S. 186–194.
13. 1 2  Bernard Wood, Nicholas Lonergan: The hominin fossil record: taxa, grades and clades. In: Journal of Anatomy. Band 212, Nr. 4, 2008, S. 362, doi:10.1111/j.1469-7580.2008.00871.x, Volltext (PDF; 292 kB). (Memento vom 20. Oktober 2012 im Internet Archive)
14. ↑  Nick Ashton et al.: Hominin Footprints from Early Pleistocene Deposits at Happisburgh, UK. In: PLoS ONE. Band 9, Nr. 2, 2014, Artikel e88329. doi:10.1371/journal.pone.0088329.
15. ↑  Zum Beispiel: G. Cuenca-Bescos, C. Laplana, J. I. Canudo: Biochronological implications of the Arvicolidae (Rodentia, Mammalia) from the Lower Pleistocene hominid-bearing level of Trinchera Dolina 6 (TD6, Atapuerca, Spain). In: Journal of Human Evolution. Band 37, 1999, S. 353–373; doi:10.1006/jhev.1999.0306.
16. ↑  Josep M. Parés et al.: Reassessing the age of Atapuerca-TD6 (Spain): new paleomagnetic results. In: Journal of Archaeological Science. Band 40, Nr. 12, 2013, S. 4586–4595, doi:10.1016/j.jas.2013.06.013.
Dating is refined for the Atapuerca site where Homo antecessor appeared. Auf: eurekalert.org vom 7. Februar 2014.
17. ↑  Mathieu Duval, Rainer Grün, Josep M. Parés, Laura Martín-Francés, Isidoro Campaña, Jordi Rosell, Qingfeng Shao, Juan Luis Arsuaga, Eudald Carbonell, und José María Bermúdez de Castro: The first direct ESR analysis of a hominin tooth from Atapuerca Gran Dolina TD-6 (Spain) supports the antiquity of Homo antecessor. In: Quaternary Geochronology. Band 47, August 2018, S. 120–137, doi:10.1016/j.quageo.2018.05.001.
18. ↑  Yolanda Fernández-Jalvo, J. Carlos Díez, Isabel Cáceres und Jordi Rosell: Human cannibalism in the Early Pleistocene of Europe (Gran Dolina, Sierra de Atapuerca, Burgos, Spain). In: Journal of Human Evolution. Band 37, Nr. 3–4, 1999, S. 591–622, doi:10.1006/jhev.1999.0324.
19. ↑  Eudald Carbonell, Isabel Cáceres, Marina Lozano et al.: Cultural Cannibalism as a Paleoeconomic System in the European Lower Pleistocene. The Case of Level TD6 of Gran Dolina (Sierra de Atapuerca, Burgos, Spain). In: Current Anthropology. Band 51, Nr. 4, 2010, S. 539–549, doi:10.1086/653807.
20. ↑  Ian Tattersall: Masters of the Planet. The Search for Our Human Origins. Palgrave Macmillan, New York 2012, S. 152–154, ISBN 978-0-230-10875-2.
21. ↑  A Child Decapitated 850,000 Years Ago: New Evidence of Prehistoric Cannibalism at Atapuerca. Pressemitteilung des Institut Català de Paleoecologia Humana i Evolució Social vom 24. Juli 2025.
Matthias Thome: Kannibalismus-Fund in Spanien: Frühmenschen aßen sogar Kleinkinder. 25. Juli 2025, abgerufen am 30. Juli 2025.
22. ↑  Ann Gibbons: A New Face for Human Ancestors. In: Science. Band 276, Nr. 5317, 1997, S. 1331, doi:10.1126/science.276.5317.1331.
23. ↑  Andreas Jahn: Westwärts. Der erste Westeuropäer. Auf: spektrum.de. 27. März 2008.
24. ↑  Ewen Callaway: Hominin DNA baffles experts. In: Nature. Band 504, 2013, S. 16 f. doi:10.1038/504016.
25. ↑  Jeffrey H. Schwartz, Ian Tattersall: Fossil evidence for the origin of Homo sapiens. In: American Journal of Physical Anthropology. Band 143, Supplement 51 (= Yearbook of Physical Anthropology). 2010, S. 94–121 (hier S. 100 f.), doi:10.1002/ajpa.21443.
26. ↑  Chris Stringer: Human evolution: Out of Ethiopia. In: Nature. Band 423, 2003, S. 692–695, doi:10.1038/423692a, Volltext (PDF) (Memento vom 4. Dezember 2015 im Internet Archive).
27. ↑   Oldest-ever human genetic evidence clarifies dispute over our ancestors In: phys.org. Abgerufen am 28. März 2022 (englisch). „"I am happy that the protein study provides evidence that the Homo antecessor species may be closely related to the last common ancestor of Homo sapiens, Neanderthals, and Denisovans. The features shared by Homo antecessor with these hominins clearly appeared much earlier than previously thought. Homo antecessor would therefore be a basal species of the emerging humanity formed by Neanderthals, Denisovans, and modern humans," adds José María Bermúdez de Castro, scientific co-director of the excavations in Atapuerca and co-corresponding author on the paper.“
28. ↑  Frido Welker et al.: The dental proteome of Homo antecessor. In: Nature. Band 580, 2020, S. 235–238, doi:10.1038/s41586-020-2153-8.
 Mysterious human ancestor finds its place in our family tree. Auf: sciencemag.org vom 1. April 2020.
 Oldest ever human genetic evidence clarifies dispute over our ancestors. Auf: eurekalert.org vom 1. April 2020.
29. ↑  Katerina Harvati: Neanderthals. In: Evolution: Education and Outreach. Band 3, Nr. 3, 2010, S. 368. doi:10.1007/s12052-010-0250-0.